# Gaspard Louis de Caze de La Bove
Pour les articles homonymes, voir Caze.
Gaspard Louis Caze, baron de La Bove est un administrateur et homme politique français né le 9 mai 1740 à Paris et mort le 22 septembre 1824 à Vaugrigneuse.

## Biographie
Fils de l'intendant Gaspard Henri de Caze de La Bove et petit-fils de Jean de Boullongne, il est avocat du Roi au Châtelet à Paris en 1757, conseiller au Parlement de Paris en 1762, maître des requêtes en 1765. Il est intendant de Bretagne de 1774 à 1784. Il agit pour la création d'un espace public à Lorient, reliant l'église Saint-Louis au théâtre de la ville. Cet espace porte toujours son nom, le Cours De la Bôve.
Il est intendant dans le Dauphiné de 1784 à 1790. Dans ce dernier poste, accompagné du duc de Clermont-Tonnerre, il contraint le 10 mai 1788 les membres du parlement du Dauphiné a signer l'enregistrement des édits royaux prévoyant la disparition du parlement. Quelques jours plus tard, éclatait le 7 juin la journée des Tuiles dans Grenoble, prémices de la Révolution française.
Membre de la commission des hôpitaux sous le Directoire, puis directeur des hôpitaux de la Seine, il est député de la Seine de 1803 à 1815. Il est conseiller maître à la Cour des comptes en 1812, conseiller d'État honoraire et confirmé baron héréditaire le 29 septembre 1819.
Il est le beau-père de Joseph Basile Ducos.

## Sources
- « Gaspard Louis de Caze de La Bove », dans Adolphe Robert et Gaston Cougny, Dictionnaire des parlementaires français, Edgar Bourloton, 1889-1891 [détail de l’édition]